# Agelas
Agelas é um gênero de esponja marinha da família Agelasidae.

## Espécies
- Agelas axifera Hentschel, 1911
- Agelas bispiculata Vacelet, Vasseur & Lévi, 1976
- Agelas carpenteri (Gray, 1867)
- Agelas cavernosa Thiele, 1903
- Agelas cerebrum Assmann, van Soest & Köck, 2001
- Agelas cervicornis (Schmidt, 1870)
- Agelas ceylonica Dendy, 1905
- Agelas citrina Gotera & Alcolado, 1987
- Agelas clathrodes (Schmidt, 1870)
- Agelas conifera (Schmidt, 1870)
- Agelas dendromorpha Lévi, 1993
- Agelas dilatata Duchassaing & Michelotti, 1864
- Agelas dispar Duchassaing & Michelotti, 1864
- Agelas fascicularis (Gray, 1867)
- Agelas flabelliformis (Carter, 1883)
- Agelas gracilis Whitelegge, 1897
- Agelas inaequalis Pulitzer-Finali, 1986
- Agelas linnaei De Voogd, Parra-Velandia & Van Soest, 2008
- Agelas marmarica Lévi, 1958
- Agelas mauritiana (Carter, 1883)
- Agelas nakamurai Hoshino, 1985
- Agelas nemoechinata Hoshino, 1985
- Agelas novaecaledoniae Lévi & Lévi, 1983
- Agelas oroides (Schmidt, 1864)
- Agelas repens Lehnert & van Soest, 1998
- Agelas robusta Pulitzer-Finali, 1982
- Agelas rudis Duchassaing & Michelotti, 1864
- Agelas sceptrum (Lamarck, 1815)
- Agelas schmidti Wilson, 1902
- Agelas semiglaber Pulitzer-Finali, 1996
- Agelas sventres Lehnert & van Soest, 1996
- Agelas tubulata Lehnert & van Soest, 1996
- Agelas wiedenmayeri Alcolado, 1984